# Albissola 2010 2018-2019
Questa voce raccoglie le informazioni riguardanti l'Albissola 2010 nelle competizioni ufficiali della stagione 2018-2019.

## Stagione
Nella stagione 2018-2019 l'Albissola disputa il girone A del campionato di Serie C, raccoglie 28 punti con il diciassettesimo posto. Sono stati quattro i tecnici che si sono alternati sulla panchina biancoceleste, con l'obiettivo raggiunto di mantenere la categoria. Le partite interne si sono disputate a Chiavari. Protagonista della stagione è stato il veneto Riccardo Martignago, preso dal Mestre, che ha firmato 14 reti in campionato. Nella Coppa Italia di Serie C l'Albissola ha vinto il girone A di qualificazione, eliminando Juventus U23 e Cuneo, poi nel primo turno eliminatorio viene eliminato (2-0) dall'Alessandria.

## Divise e sponsor
Lo sponsor tecnico per la stagione 2018-2019 è Givova, subentrato nei mesi estivi a Camasport, mentre lo sponsor ufficiale è MBF Aluminium, impresa siderurgica di proprietà della famiglia proprietaria del club.
- La maglia casalinga è bianca sbarrata d'azzurro, con colletto e bordi-maniche rifiniti in azzurro e nero, scritte e numerazioni nere; le si abbinano di norma calzoncini e calzettoni bianchi con finiture nere.
- La maglia esterna è rossa, con inserti neri su spalle, maniche e colletto, numerazioni e scritte bianche; al centro del ventre una toppa quadrata bianca racchiude il marchio dello sponsor. Calzettoni e pantaloncini sono neri con dettagli bianchi.
- La terza divisa è nera, con una sottile fascia pettorale bianco-blu, numerazioni e scritte bianche; al centro del ventre una toppa quadrata bianca racchiude il marchio dello sponsor. Calzettoni e pantaloncini sono neri con dettagli bianchi.
- La quarta divisa (usata solo nel precampionato) consiste in un completo (maglia, pantaloni, calze) verde fluorescente, con finiture, scritte e numeri neri.

| Casa | Trasferta | Terza divisa | Quarta divisa |

## Organigramma societario
Area amministrativa
- Presidente: Claudia Fantino Colla
- Amministratore delegato: Gianpiero Colla
- Direttore generale: Cosimo Damiano Nuzzo
- Club manager: Mauro Bergonzi
- Team manager: Roberto Gambetta
- Segretario generale: Emiliano Vaccari
- Responsabile marketing: Sam Nabi
- Addetto stampa: Luca Ghiglione
- Dirigente e testimonial mediatico: Carlo Nesti[2]
- Responsabile logistica: Gino Passalacqua
- Web master, social media e speaker: Marco Costantino
- Web master, social media e speaker: Mario Careddu

Area tecnica
- Direttore sportivo: Andrea Mussi
- Allenatore: Rino Lavezzini
- Allenatore in seconda: Alessio Ambrosi
- Preparatore portieri: Domenico Doardo
- Responsabile area tecnica: Lorenzo Barlassina
- Preparatore atletico: Umberto Ruggiero
- Massaggiatore: Manuel Gerundo
- Maggazziniere: Ermanno Olivieri

## Rosa
| N. |                     | Ruolo | Calciatore          |
| -- | ------------------- | ----- | ------------------- |
| 1  | Italia (bandiera)   | P     | Giacomo Piccardo    |
| 2  | Svizzera (bandiera) | D     | Jonathan Rossini    |
| 3  | Italia (bandiera)   | D     | Amir Mahrous        |
| 4  | Italia (bandiera)   | C     | Davide Sancinito    |
| 4  | Italia (bandiera)   | C     | Federico Moretti    |
| 5  | Italia (bandiera)   | C     | Davide Balestrero   |
| 6  | Italia (bandiera)   | D     | Andrea Gulli        |
| 7  | Italia (bandiera)   | A     | Raffaele Russo      |
| 8  | Italia (bandiera)   | C     | Gabriele Raja       |
| 9  | Italia (bandiera)   | A     | Davide Cais         |
| 10 | Italia (bandiera)   | A     | Riccardo Martignago |
| 11 | Italia (bandiera)   | A     | Daniel Bezziccheri  |
| 12 | Italia (bandiera)   | P     | Paolo Bambino       |
| 13 | Italia (bandiera)   | D     | Filippo Oliana      |

| N. |                      | Ruolo | Calciatore             |
| -- | -------------------- | ----- | ---------------------- |
| 14 | Italia (bandiera)    | C     | Davide Sibilia         |
| 15 | Italia (bandiera)    | D     | Matteo Calcagno        |
| 16 | Italia (bandiera)    | C     | Alessandro Durante     |
| 17 | Marocco (bandiera)   | C     | Shady Oukhadda         |
| 18 | Slovenia (bandiera)  | A     | Damir Bartulović       |
| 19 | Italia (bandiera)    | C     | Loris Damonte          |
| 20 | Argentina (bandiera) | D     | Juan Pablo Gargiulo    |
| 21 | Italia (bandiera)    | C     | Guido Bennati          |
| 22 | Italia (bandiera)    | P     | Marco Albertoni        |
| 23 | Romania (bandiera)   | D     | Raul Opruț             |
| 24 | Italia (bandiera)    | A     | Gabriele Gibilterra    |
| 24 | Italia (bandiera)    | A     | Andrea Cisco           |
| 25 | Italia (bandiera)    | D     | Devis Nossa (capitano) |
| 30 | Italia (bandiera)    | A     | Christian Silenzi      |

## Calciomercato

### Sessione estiva(dal 01/07 al 17/08)
| Acquisti | Acquisti            | Acquisti  | Acquisti   |
| R.       | Nome                | da        | Modalità   |
| -------- | ------------------- | --------- | ---------- |
| P        | Marco Albertoni     | Genoa     | prestito   |
| P        | Paolo Bambino       | Cuneo     | definitivo |
| P        | Giacomo Piccardo    | Sampdoria | prestito   |
| D        | Matteo Calcagno     | Genoa     | prestito   |
| D        | Amir Mahrous        | Genoa     | prestito   |
| D        | Devis Nossa         | Pistoiese | definitivo |
| D        | Filippo Oliana      | Sampdoria | prestito   |
| D        | Raul Opruț          | Genoa     | prestito   |
| D        | Jonathan Rossini    | Sassuolo  | svincolato |
| C        | Davide Balestrero   | Savona    | svincolato |
| C        | Loris Damonte       | Gavorrano | svincolato |
| C        | Andrea Gulli        | Genoa     | definitivo |
| C        | Shady Oukhadda      | Torino    | prestito   |
| C        | Raffaele Russo      | Napoli    | prestito   |
| C        | Davide Sibilia      | Genoa     | prestito   |
| A        | Damir Bartulović    | Chievo    | prestito   |
| A        | Daniel Bezziccheri  | Lazio     | prestito   |
| A        | Davide Cais         | Juventus  | prestito   |
| A        | Gabriele Gibilterra | Genoa     | prestito   |
| A        | Riccardo Martignago | Mestre    | svincolato |

| Cessioni | Cessioni            | Cessioni          | Cessioni      |
| R.       | Nome                | a                 | Modalità      |
| -------- | ------------------- | ----------------- | ------------- |
| P        | Simone Caruso       | Virtus Entella    | fine prestito |
| P        | Alberto Reinaudo    | Torino            | fine prestito |
| D        | Lorenzo Benucci     |                   | svincolato    |
| D        | Emanuele Boveri     | Savona            | svincolato    |
| D        | Patrick Corbelli    | Correggese        | svincolato    |
| D        | Pablo Garbini       | Savona            | svincolato    |
| D        | Sebastiano Molinari | Pro Vasto         | svincolato    |
| D        | Denis Pasquino      |                   | svincolato    |
| C        | Andrea Cambiaso     | Genoa             | fine prestito |
| C        | Lorenzo Coccolo     | Casale            | svincolato    |
| C        | Luca Minutoli       | Goliardica Genova | fine prestito |
| C        | Andrea Ottonello    |                   | svincolato    |
| C        | Yuri Papi           | Viareggio 2014    | svincolato    |
| C        | Daniele Siciliano   |                   | svincolato    |
| A        | Ezequiel Carballo   |                   | svincolato    |
| A        | Alessio Cargiolli   | Varesina          | svincolato    |
| A        | Riccardo Piacentini | Savona            | svincolato    |

### Operazioni successive alla sessione estiva
| Acquisti | Acquisti          | Acquisti | Acquisti   |
| R.       | Nome              | da       | Modalità   |
| -------- | ----------------- | -------- | ---------- |
| A        | Christian Silenzi |          | svincolato |

| Cessioni | Cessioni      | Cessioni | Cessioni   |
| R.       | Nome          | a        | Modalità   |
| -------- | ------------- | -------- | ---------- |
| C        | Guido Bennati |          | svincolato |

### Sessione invernale(dal 03/01 al 31/01)
| Acquisti | Acquisti         | Acquisti | Acquisti   |
| R.       | Nome             | da       | Modalità   |
| -------- | ---------------- | -------- | ---------- |
| C        | Federico Moretti |          | svincolato |
| D        | Andrea Cisco     | Padova   | prestito   |

| Cessioni | Cessioni            | Cessioni | Cessioni      |
| R.       | Nome                | a        | Modalità      |
| -------- | ------------------- | -------- | ------------- |
| C        | Davide Sancinito    |          | svincolato    |
| A        | Gabriele Gibilterra | Genoa    | fine prestito |

## Risultati

### Serie C

#### Girone di andata
| Arbitro: | Repace (Perugia) |

|                                |           |                            |
| Cais 75’ Martignago 81’ (rig.) | Marcatori | 25’ Ceter 64’, 66’ Ragatzu |

| Arbitro: | Rossetti (Ancona) |

|  |           |          |
|  | Marcatori | 18’ Cais |

| Arbitro: | Arace (Lugo di Romagna) |

|                               |           |                         |
| Mannini 81’ (rig.) Ropolo 90’ | Marcatori | 45+1’ (rig.) Martignago |

| Arbitro: | Pirrotta (Barcellona Pozzo di Gotto) |

|                     |           |                                     |
| Martignago 22’, 43’ | Marcatori | 14’ Morra 52’ Gerbi 71’ (rig.) Comi |

| Arbitro: | Longo (Paola) |

|                  |           |  |
| Gatto 78’ (rig.) | Marcatori |  |

| Arbitro: | De Angeli (Abbiategrasso) |

|                       |           |          |
| Martignago 86’ (rig.) | Marcatori | 4’ Nicco |

| Arbitro: | Collu (Cagliari) |

|          |           |                                          |
| Cais 37’ | Marcatori | 20’ El Kaouakibi 25’ Luperini 73’ Rovini |

| Arbitro: | Di Cairano (Ariano Irpino) |

|                           |           |  |
| Persano 72’ M. Sala 90+3’ | Marcatori |  |

| Arbitro: | Gualtieri (Asti) |

|          |           |             |
| Raja 55’ | Marcatori | 14’ Santana |

| Arbitro: | Guida (Salerno) |

|                               |           |  |
| Tavano 7’, 37’ Caccavallo 58’ | Marcatori |  |

| Arbitro: | Acanfora (Castellammare di Stabia) |

|                |           |  |
| Martignago 36’ | Marcatori |  |

| Arbitro: | Maggio (Lodi) |

|                |           |  |
| Libertazzi 84’ | Marcatori |  |

| 25 novembre 2018, ore 16:30 CET 13ª giornata | Albissola | – Gara annullata per l'esclusione del Pro Piacenza dal torneo. | Pro Piacenza |  |

| Arbitro: | Colombo (Como) |

|                 |           |          |
| Moscardelli 54’ | Marcatori | 64’ Cais |

| Arbitro: | Curti (Milano) |

|  |           |                    |
|  | Marcatori | 85’ (aut.) Rossini |

| Arbitro: | Gualtieri (Asti) |

|                                                 |           |                |
| Gliozzi 45’ Rossi 48’ Arrigoni 64’ Cianci 90+2’ | Marcatori | 32’ Martignago |

| Arbitro: | Kumara (Verona) |

|                           |           |  |
| Cais 87’ Balestrero 90+6’ | Marcatori |  |

| Arbitro: | Lorenzin (Castelfranco Veneto) |

|                        |           |                            |
| Lombardo 4’ Isufaj 84’ | Marcatori | 52’ Martignago 79’ Sibilia |

| Arbitro: | Pascarella (Nocera Inferiore) |

|             |           |                         |
| Damonte 83’ | Marcatori | 13’ Sartore 40’ Santini |

#### Girone di ritorno
| Arbitro: | Giordano (Novara) |

|              |           |             |
| Ogunseye 21’ | Marcatori | 81’ Damonte |

| Arbitro: | Fiero (Pistoia) |

|  |           |           |
|  | Marcatori | 17’ Cacia |

| Arbitro: | Longo (Paola) |

|         |           |                                  |
| Cais 5’ | Marcatori | 11’ Vettori 90+2’ (aut.) Damonte |

| Arbitro: | Carrione (Castellammare di Stabia) |

|           |           |  |
| Berra 79’ | Marcatori |  |

| Arbitro: | Di Graci (Como) |

|                            |           |             |
| Cisco 32’ Martignago 45+3’ | Marcatori | 29’ Cecconi |

| Arbitro: | Cascone (Nocera Inferiore) |

|                |           |                       |
| F. Ferrari 33’ | Marcatori | 29’ (aut.) Corsinelli |

| Arbitro: | Saia (Palermo) |

|             |           |           |
| Momentè 27’ | Marcatori | 53’ Cisco |

| Arbitro: | Gariglio (Pinerolo) |

|                |           |                               |
| Martignago 68’ | Marcatori | 38’ Brunori 55’ (rig.) Cutolo |

| Arbitro: | Giordano (Novara) |

|                            |           |  |
| Colombo 4’ Mastroianni 79’ | Marcatori |  |

| Arbitro: | Garofalo (Torre del Greco) |

|  |           |                               |
|  | Marcatori | 65’, 72’ Maccarone 85’ Varone |

| Arbitro: | Petrella (Viterbo) |

|                   |           |  |
| Bunino 75’ (rig.) | Marcatori |  |

| Arbitro: | Donda (Cormons) |

|           |           |                |
| Nossa 29’ | Marcatori | 89’ Libertazzi |

| 23 marzo 2019 32ª giornata | Pro Piacenza | 0 – 3 Gara assegnata (0-3) per l'esclusione del Pro Piacenza dal campionato. | Albissola |  |

| Arbitro: | D. Miele (Torino) |

|  |           |          |
|  | Marcatori | 42’ Lisi |

| Arbitro: | Annaloro (Collegno) |

|                                            |           |  |
| Caturano 33’ Icardi 36’ Ardizzone 71’, 74’ | Marcatori |  |

| Arbitro: | Rutella (Enna) |

|                                 |           |                           |
| Martignago 60’, 75’ Moretti 80’ | Marcatori | 25’, 90+2’ (rig.) Gliozzi |

| Arbitro: | Amabile (Vicenza) |

|                  |           |               |
| E. Defendi 90+1’ | Marcatori | 9’ Martignago |

| Arbitro: | Ayroldi (Molfetta) |

|                |           |               |
| Martignago 64’ | Marcatori | 6’ Provenzano |

| Arbitro: | Maranesi (Ciampino) |

|                                        |           |  |
| Maltese 17’ De Luca 33’ Akammadu 90+1’ | Marcatori |  |

### Coppa Italia Serie C

#### Fase a gironi
| Squadra      | P.ti | G | V | N | P | GF | GS | DR |
| ------------ | ---- | - | - | - | - | -- | -- | -- |
| Albissola    | 4    | 2 | 1 | 1 | 0 | 5  | 4  | +1 |
| Juventus U23 | 4    | 2 | 1 | 1 | 0 | 3  | 2  | +1 |
| Cuneo        | 0    | 2 | 0 | 0 | 2 | 2  | 4  | -2 |

| Arbitro: | Colombo (Como) |

|                                |           |                               |
| Zamparo 34’ (rig.), 51’ (rig.) | Marcatori | 17’, 22’ Cais 58’ Bezziccheri |

| Arbitro: | Maggio (Lodi) |

|                         |           |                           |
| Cais 63’ Balestrero 65’ | Marcatori | 20’ Mavididi 68’ Olivieri |

#### Fase a eliminazione diretta
| Arbitro: | Di Graci (Como) |

|                           |           |  |
| De Luca 89’ Sartore 90+2’ | Marcatori |  |

## Statistiche

### Statistiche di squadra
| Competizione         | Punti | In casa | In casa | In casa | In casa | In casa | In casa | In trasferta | In trasferta | In trasferta | In trasferta | In trasferta | In trasferta | Totale | Totale | Totale | Totale | Totale | Totale | DR  |
| Competizione         | Punti | G       | V       | N       | P       | GF      | GS      | G            | V            | N            | P            | GF           | GS           | G      | V      | N      | P      | GF     | GS     | DR  |
| -------------------- | ----- | ------- | ------- | ------- | ------- | ------- | ------- | ------------ | ------------ | ------------ | ------------ | ------------ | ------------ | ------ | ------ | ------ | ------ | ------ | ------ | --- |
| Serie C              | 28    | 18      | 4       | 4       | 10      | 20      | 28      | 19           | 2            | 6            | 11           | 13           | 31           | 37     | 6      | 10     | 21     | 33     | 59     | -26 |
| Coppa Italia Serie C | -     | 1       | 0       | 1       | 0       | 2       | 2       | 2            | 1            | 0            | 1            | 3            | 4            | 3      | 1      | 1      | 1      | 5      | 6      | -1  |
| Totale               | -     | 19      | 4       | 5       | 10      | 22      | 30      | 21           | 3            | 6            | 12           | 16           | 35           | 40     | 6      | 9      | 22     | 38     | 65     | -27 |

### Andamento in campionato
| Giornata  | 1  | 2  | 3  | 4  | 5  | 6  | 7  | 8  | 9  | 10 | 11 | 12 | 13 | 14 | 15 | 16 | 17 | 18 | 19 | 20 | 21 | 22 | 23 | 24 | 25 | 26 | 27 | 28 | 29 | 30 | 31 | 32 | 33 | 34 | 35 | 36 | 37 | 38 |
| --------- | -- | -- | -- | -- | -- | -- | -- | -- | -- | -- | -- | -- | -- | -- | -- | -- | -- | -- | -- | -- | -- | -- | -- | -- | -- | -- | -- | -- | -- | -- | -- | -- | -- | -- | -- | -- | -- | -- |
| Luogo     | C  | T  | T  | C  | T  | C  | C  | T  | C  | T  | C  | T  | C  | T  | C  | T  | C  | T  | C  | T  | C  | C  | T  | C  | T  | T  | C  | T  | C  | T  | C  | T  | C  | T  | C  | T  | C  | T  |
| Risultato | P  | V  | P  | P  | P  | N  | P  | P  | N  | P  | V  | P  | ❌ | N  | P  | P  | V  | N  | P  | N  | P  | P  | P  | V  | N  | N  | P  | P  | P  | P  | N  | V  | P  | P  | V  | N  | N  | P  |
| Posizione | 14 | 20 | 19 | 19 | 20 | 20 | 20 | 20 | 20 | 20 | 17 | 18 | 18 | 16 | 16 | 17 | 15 | 15 | 15 | 16 | 16 | 18 | 18 | 17 | 15 | 15 | 16 | 16 | 17 | 17 | 17 | 18 | 18 | 18 | 17 | 17 | 17 | 17 |

Legenda:

Luogo: C = Casa; T = Trasferta. Risultato: V = Vittoria; N = Pareggio; P = Sconfitta.

### Statistiche dei giocatori
Sono in corsivo i calciatori che hanno lasciato la società a stagione in corso.
| Giocatore      | Serie C  | Serie C | Serie C     | Serie C    | Coppa Italia Serie C | Coppa Italia Serie C | Coppa Italia Serie C | Coppa Italia Serie C | Totale   | Totale | Totale      | Totale     |
| Giocatore      | Presenze | Reti    | Ammonizioni | Espulsioni | Presenze             | Reti                 | Ammonizioni          | Espulsioni           | Presenze | Reti   | Ammonizioni | Espulsioni |
| -------------- | -------- | ------- | ----------- | ---------- | -------------------- | -------------------- | -------------------- | -------------------- | -------- | ------ | ----------- | ---------- |
| M. Albertoni   | 19       | -36     | 1           | -          | 3                    | -6                   | -                    | -                    | 22       | -42    | 1           | -          |
| D. Balestrero  | 32       | 1       | 5           | -          | 2                    | 1                    | -                    | -                    | 34       | 2      | 5           | -          |
| P. Bambino     | -        | -       | -           | -          | -                    | -                    | -                    | -                    | -        | -      | -           | -          |
| D. Bartulović  | 7        | -       | -           | -          | -                    | -                    | -                    | -                    | 7        | -      | -           | -          |
| G. Bennati     | 2        | -       | -           | -          | 1                    | -                    | 1                    | -                    | 3        | -      | 1           | -          |
| D. Bezziccheri | 24       | -       | 4           | -          | 3                    | 1                    | -                    | -                    | 27       | 1      | 4           | -          |
| D. Cais        | 32       | 6       | 4           | -          | 3                    | 3                    | -                    | -                    | 35       | 9      | 4           | -          |
| M. Calcagno    | 29       | -       | 5           | -          | 2                    | -                    | -                    | -                    | 31       | -      | 5           | -          |
| A. Cisco       | 17       | 2       | 2           | -          | -                    | -                    | -                    | -                    | 17       | 2      | 2           | -          |
| L. Damonte     | 23       | 2       | 3           | 1          | 2                    | -                    | -                    | -                    | 25       | 2      | 3           | 1          |
| A. Durante     | 1        | -       | -           | -          | 1                    | -                    | -                    | -                    | 2        | -      | -           | -          |
| J.P. Gargiulo  | 18       | -       | 6           | 2          | 2                    | -                    | 1                    | -                    | 20       | -      | 7           | 2          |
| G. Gibilterra  | 5        | -       | -           | -          | 2                    | -                    | -                    | -                    | 7        | -      | -           | -          |
| A. Gulli       | 10       | -       | 2           | 2          | 1                    | -                    | 1                    | -                    | 11       | -      | 3           | 2          |
| A. Mahrous     | 21       | -       | 4           | -          | 2                    | -                    | 1                    | -                    | 23       | -      | 5           | -          |
| R. Martignago  | 34       | 14      | 4           | -          | 2                    | -                    | -                    | -                    | 36       | 14     | 4           | -          |
| F. Moretti     | 11       | 1       | 2           | -          | -                    | -                    | -                    | -                    | 11       | 1      | 2           | -          |
| D. Nossa       | 23       | 1       | 4           | -          | 1                    | -                    | -                    | -                    | 24       | 1      | 4           | -          |
| F. Oliana      | 25       | -       | 4           | 1          | 2                    | -                    | 1                    | -                    | 27       | -      | 5           | 1          |
| R. Opruț       | 24       | -       | 4           | -          | 3                    | -                    | -                    | -                    | 27       | -      | 4           | -          |
| S. Oukhadda    | 31       | -       | 4           | 2          | 3                    | -                    | -                    | -                    | 34       | -      | 4           | 2          |
| G. Piccardo    | 17       | -21     | 1           | -          | -                    | -                    | -                    | -                    | 17       | -21    | 1           | -          |
| G. Raja        | 26       | 1       | 4           | 1          | 3                    | -                    | -                    | -                    | 29       | 1      | 4           | 1          |
| J. Rossini     | 28       | -       | 12          | 2          | -                    | -                    | -                    | -                    | 28       | -      | 12          | 2          |
| R. Russo       | 21       | -       | 2           | 1          | 3                    | -                    | -                    | -                    | 24       | -      | 2           | 1          |
| D. Sancinito   | 8        | -       | 1           | -          | -                    | -                    | -                    | -                    | 8        | -      | 1           | -          |
| D. Sibilia     | 24       | 1       | 4           | -          | 3                    | -                    | -                    | -                    | 27       | 1      | 4           | -          |
| C. Silenzi     | 21       | -       | 1           | -          | -                    | -                    | -                    | -                    | 21       | -      | 1           | -          |